# Konzervatív liberalizmus
A konzervatív liberalizmus a konzervatív és liberális elvek között helyet foglaló politikai irányzat, amely a két nagy polgári politikafilozófia értékeit kívánja egyesíteni. A liberalizmus és a konzervativizmus olyan rokon, egymással nem ellentétben álló világnézeti rendszer, amelyek a korai liberálisok által deklarált szabadságjogokat elfogadják, de e jogok súlyában és jelentőségében eltér a véleményük. Míg a liberálisok az egyéni szabadságjogokra helyezik a hangsúlyt, addig a konzervatívok a közösségi jogokra. A jogfelfogás súlypontjai határozzák meg a liberális, a konzervatív, és a köztük álló konzervatív liberális álláspontokat. Konzervatív liberálisnak az a nézet nevezhető, amely konzervatív és liberális elemekből tevődik össze, valamint amelyben a hasznos tartalmakat mind liberális, mind pedig konzervatív oldalról egyesítik. Haladó és fejlődőképes szemléletű nézet.

## Áttekintés
Európában ez a politikai irányzat nem tévesztendő össze a liberális konzervativizmussal, amely a konzervativizmus egy olyan fajtája, melyben gazdasági, társadalmi és erkölcsi kérdések a konzervatív értékek a liberálisokkal keverednek. A konzervatív liberalizmus történelme a liberalizmus történelmével függ össze: a második világháborúig a legtöbb európai országban a politikai osztály konzervatív liberálisokból állt, mint Olaszország vagy Németország. Az első világháborút követően a klasszikus liberalizmus radikálisabb irányzatai jelentek meg, amiből a liberalizmus konzervatívabb irányzata fejlődött ki. 
Azokban az európai országokban vált népszerűvé ez az irányzat, ahol nem volt erős szekuláris szellemiségű konzervatív párt és az állam és egyház szétválasztása nem volt napirenden, illetve azokban az országokban, ahol a konzervatív irányzatot kereszténydemokraták képviselték.

### Hollandia
Hollandiában a liberalizmusnak konzervatív liberális, világi gyökerei vannak. A liberálisok már a 16. században megjelentek, akik azon városi nemeseket képviselték, akik nem voltak királypártiak. A vallásszabadság hívei voltak, a 19. század közepére a liberálisoknak fontossá váltak a jogállam és a parlamenti demokrácia megvalósítása. A holland liberálisok jellemzően konzervatív gazdaságpolitikát valósítottak meg, miközben a liberalizmusa a szabadságjogok értelmezésében nyilvánult meg esetükben. A klasszikus liberalizmus mai képviselői a Néppárt a Szabadságért és Demokráciáért és a Fórum a Demokráciáért pártok. A 20. században alakult ki törés a liberális táboron belül: 1966-ban jött létre a baloldali, progresszív liberális 66-os Demokraták pártja.
Magyarországon egyes liberálisok a nemzeti jelleg erősítésével kívánnak a konzervatívok felé közeledni. Bár a liberalizmus önmagában nem zárja ki a nemzeti politizálást, mégis gyakori érv a liberalizmussal szemben annak elhanyagolása.
Nem tévesztendő össze a libertárius konzervativizmussal. Holland és dán liberális pártok mellett a legismertebb, bizonyos mértékig idetartozó párt a német FDP.

## Konzervatív liberális  pártok az országokban
- Ausztrália: Ausztrál Liberális Párt
- Belgium: Nyitott Flamand Liberálisok és Demokraták, Reform Mozgalom, Új Flamand Szövetség
- Brazília: Haladó Párt
- Csehország: Polgári Demokrata Párt, TOP 09
- Dánia: Venstre
- Dél-Afrika: Demokratikus Szövetség
- Egyesült Királyság: Konzervatív Párt
- Egyesült Államok: Republikánus Párt
- Finnország: Nemzeti Koalíció
- Franciaország: Republikánus Párt
- Görögország: Új Demokrácia
- Hollandia: Néppárt a Szabadságért és Demokráciáért, Fórum a Demokráciáért
- Horvátország: Horvát Szociálliberális Párt
- Izrael: Likud
- Japán: Liberális Demokrata Párt
- Lengyelország: Polgári Platform, Modern
- Magyarország: Tisztelet és Szabadság Párt
- Németország: Német Szabaddemokrata Párt
- Norvégia: Haladás Párt
- Olaszország: Forza Italia, Polgári Választás
- Románia: Nemzeti Liberális Párt, Liberálisok és Demokraták Szövetsége
- Spanyolország: Néppárt
- Szlovákia: Szabadság és Szolidaritás, Az Emberekért
- Szlovénia: Szlovén Demokrata Párt